# Breiðablik UBK (femení)
El Breidablik UBK Femení és la secció femenina del Breidablik UBK, un club de futbol de Kópavogur. Joga a la Úrvalsdeild d'Islàndia. És el equip més llaureat del campionat amb 16 títols al llarg de quasi 40 anys. S'ha classificat per a la Lliga de Campions en quatre ocasions, i al 2007 va arribar als quarts de final.

## Històric

### Palmarès
- 19 Lligues d'Islàndia
  - 1977, 1979, 1980, 1981, 1982, 1983, 1990, 1991, 1992, 1994, 1995, 1996, 2000, 2001, 2005, 2015, 2018, 2020, 2024
- 12 Copes d'Islàndia
  - 1981, 1982, 1983, 1994, 1996, 1997, 1998, 2000, 2005, 2006, 2016, 2018
- 7 Copes de la Lliga d'Islàndia
  - 1996, 1997, 1998, 2001, 2006, 2012, 2019

### Trajectòria
| Edició |                  | 1ª Fase previa ¹ | 2ª Fase previa ¹ | Quarts de final | Semifinals | Final |
| ------ | ---------------- | ---------------- | ---------------- | --------------- | ---------- | ----- |
| 02/03  |                  | Fortuna Hjørring |                  |                 |            |       |
| 06/07  |                  | SV Neulengbach   | HJK Helsinki     | Arsenal FC      |            |       |
| Edició | Fase previa ¹    | Setzens de final | Vuitens de final | Quarts de final | Semifinals | Final |
| 10/11  | FCM Târgu Mures  | FCF Juvisy       |                  |                 |            |       |
| 16/17  | Spartak Subotica | FC Rosengard     |                  |                 |            |       |

- ¹ Fase de grups. Equip classificat pillor possicionat en cas d'eliminació o equip eliminat millor possicionat en cas de classificació.

|                 |      |      |      |      |      |      |      |      |      |      |      | 1972 | 1973 | 1974 | 1974 | 1976 | 1977 | 1978 | 1979 | 1980 |
| --------------- | ---- | ---- | ---- | ---- | ---- | ---- | ---- | ---- | ---- | ---- | ---- | ---- | ---- | ---- | ---- | ---- | ---- | ---- | ---- | ---- |
|                 |      |      |      |      |      |      |      |      |      |      |      |      | 3    | 3    | 3    | 2    | 1    | 2    | 1    | 1    |
|                 | 1981 | 1982 | 1983 | 1984 | 1985 | 1986 | 1987 | 1988 | 1989 | 1990 | 1991 | 1992 | 1993 | 1994 | 1995 | 1996 | 1997 | 1998 | 1999 | 2000 |
| Primera divisió | 1    | 1    | 1    | 3    | 2    | 2    | 7    |      | 4    | 1    | 1    | 1    | 2    | 1    | 1    | 1    | 2    | 3    | 2    | 1    |
| Segona Divisió  |      |      |      |      |      |      |      | 1    |      |      |      |      |      |      |      |      |      |      |      |      |
|                 | 2001 | 2002 | 2003 | 2004 | 2005 | 2006 | 2007 | 2008 | 2009 | 2010 | 2011 | 2012 | 2013 | 2014 | 2015 | 2016 |      |      |      |      |
| Primera divisió | 1    | 2    | 4    | 4    | 1    | 2    | 3    | 3    | 2    | 3    | 6    | 5    | 5    | 2    | 1    | 2    |      |      |      |      |